# Passalora sidarum
Passalora sidarum är en svampart som först beskrevs av Petr. & Cif., och fick sitt nu gällande namn av U. Braun & Crous 2003. Passalora sidarum ingår i släktet Passalora och familjen Mycosphaerellaceae.   Inga underarter finns listade i Catalogue of Life.